# Porphyrinia inconspicua
Porphyrinia inconspicua là một loài bướm đêm trong họ Noctuidae.